# Ctimene splendida
Ctimene splendida là một loài bướm đêm trong họ Geometridae.